# Kinmen

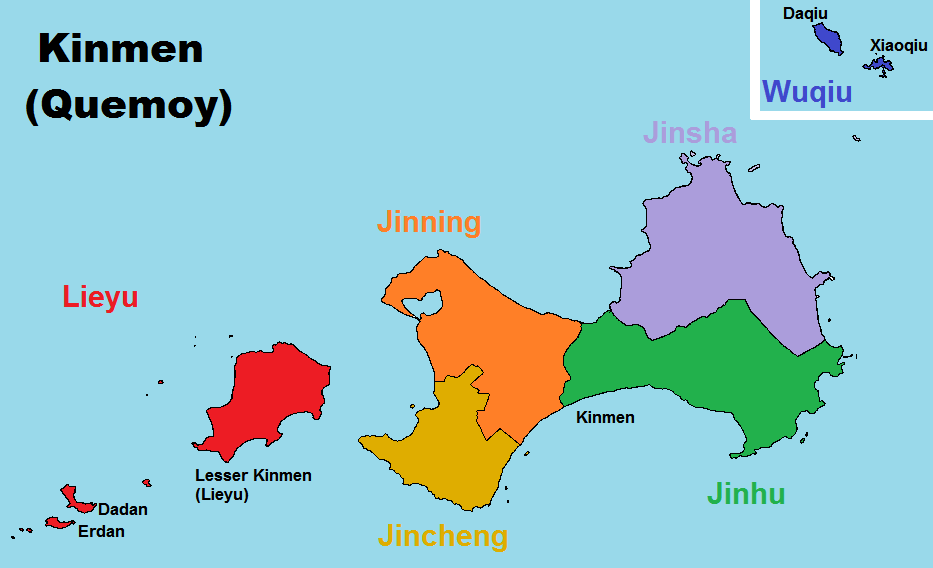
División administrativa de Kinmen.

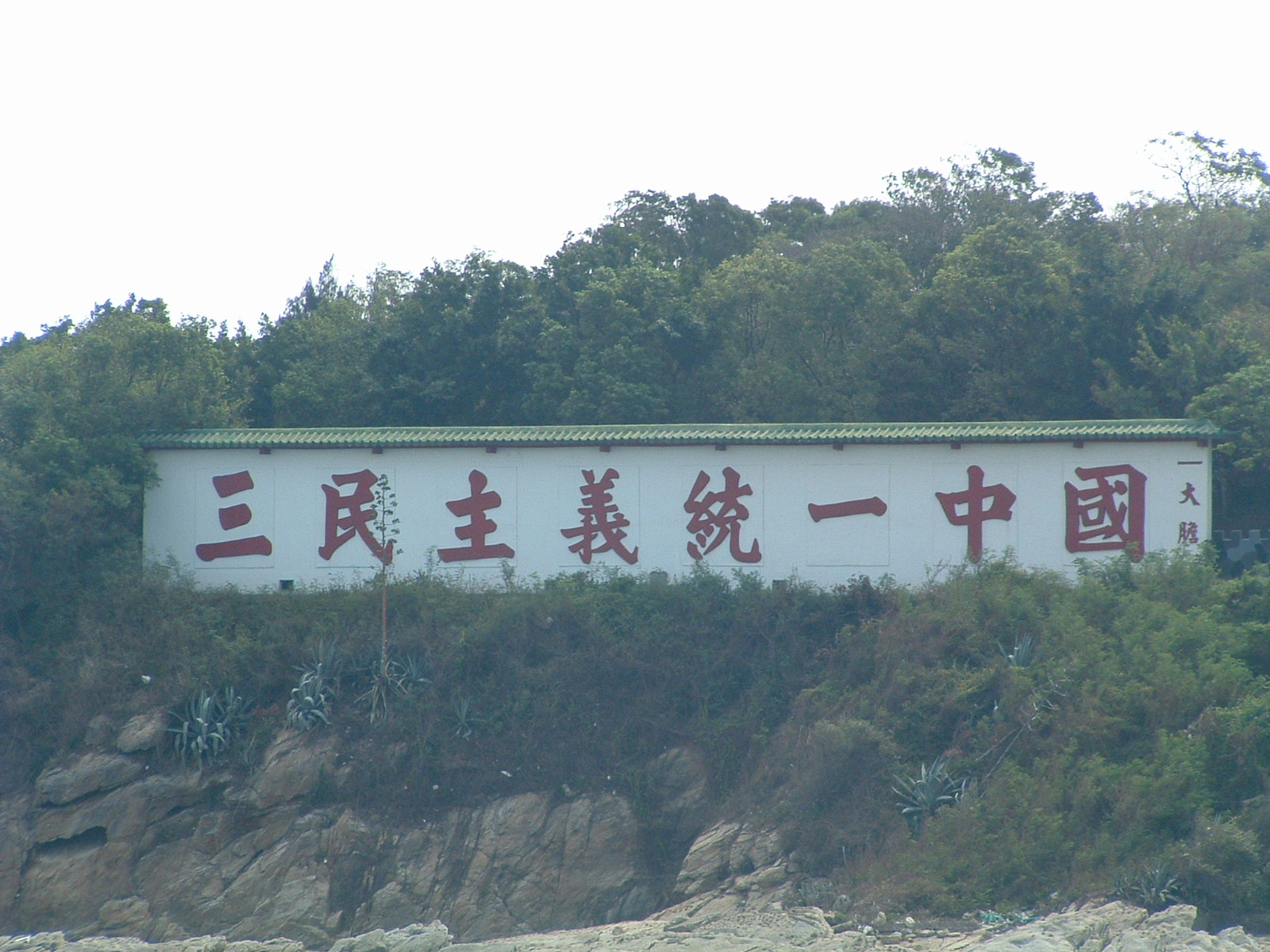
Lema de «Los Tres Principios del Pueblo unen China», ubicado en Kinmen.

Kinmen (en chino: 金門; también romanizado como Quemoy; literalmente «Puerta Dorada») es un pequeño archipiélago administrado por la República de China como el Condado de Kinmen. Abarca unos 153 km² y comprende las islas de Gran Kinmen, Pequeña Kinmen, Wuqiu y varios islotes; se ubica muy cerca de las costas de China continental, a menos de 2 km de Xiamen. Es reclamado por la República Popular China como parte de la prefectura de Quanzhou en la provincia de Fujian.

## Historia
Al contrario de las islas de Taiwán y Penghu, Kinmen nunca fue cedido al Imperio de Japón ya que era considerado (y es considerado) como parte de la provincia de Fujian, aunque Kinmen fue ocupado por Japón desde 1937 hasta 1945. Tras la retirada del Kuomintang a la isla de Taiwán en 1949, las islas permanecieron bajo el control del gobierno de la República de China por lo que fue sitio de escaramuzas entre las fuerzas de la República Popular de China y la República de China durante la primera y segunda crisis del estrecho de Taiwán, y se convirtió en tema central de las elecciones presidenciales de Estados Unidos de 1960.
Kinmen sirvió como reserva militar, pero a mediados de la década de 1990 fue devuelto al gobierno civil y se permitió el viaje desde y hacia Taiwán. Los viajes directos entre Kinmen y la China continental fueron abiertos en 2002 y suspendidos brevemente en 2003 por la epidemia de SARS. Esta apertura trajo una explosión económica y ha servido como entrada para los empresarios taiwaneses que buscan una forma más barata de establecerse en el continente que pasando por Hong Kong.

## Características
En las islas habitan unas 132 799 personas (diciembre de 2015) y su capital es la ciudad de Jincheng, con 40 933 habitantes (diciembre 2014) y a su vez es la capital de la provincia de Fujian bajo administración de la República de China. La isla se divide administrativamente en seis municipios: Jincheng, Jinsha, Jinhu, Jinning, Lieyu y Wuqiu.